# 哈森克鲁格
哈森克鲁格是德国石勒苏益格－荷尔斯泰因州的一个市镇。总面积5.20平方公里，总人口345人，其中男性176人，女性169人（2011年12月31日），人口密度66人/平方公里。